# Blues and Bullets
Blues and Bullets es un videojuego noir episódico de historia alternativa, desarrollado por A Crowd of Monsters para Microsoft Windows, OS X, Linux, Xbox One y PlayStation 4. De los cinco episodios planeados, se lanzaron dos en 2015 y 2016. Los tres restantes probablemente nunca saldrán, ya que el desarrollador cesó operaciones en 2016.

## Jugabilidad
El jugador investiga pistas, como partes mutiladas de cuerpos, que pueden vincularse con testigos. El juego incluye secciones de disparos  y su narrativa se presenta en blanco y negro con toques de color. La interacción con otros personajes es esencial.

## Argumento del juego
Eliot Ness (con la voz de Doug Cockle), conocido por encarcelar a Al Capone, es ahora un policía retirado que dirige un restaurante llamado Blues and Bullets. Un día, recibe la sorprendente petición de ayudar a Al Capone a encontrar a su nieta secuestrada. Otros personajes destacados incluyen a Milton, Delphine Dockers, Osmond Burke, Alice, Dickinson, Jim Dockers y Nikolai Ivankov, interpretados por varios actores.

## Desarrollo
El juego se anunció el 13 de agosto de 2014. El 22 de noviembre de 2014 se publicaron capturas de pantalla, y en 2015 fue presentado en la Conferencia de desarrolladores de juegos. Ganó el premio de Excelencia en Historia y Narración en los Game Connection Development Awards. En marzo de 2015 se lanzó un tráiler, seguido por el primer vídeo del diario del desarrollador en mayo del mismo año.

## Episodios
El juego estaba planeado en cinco episodios, previstos para lanzarse cada varios meses. El "Episodio 1" salió el 23 de julio de 2015 y el "Episodio 2" el 8 de marzo de 2016. Sin embargo, el desarrollador A Crowd of Monsters cerró en 2016, dejando los episodios restantes sin publicar.
1. "The End of Peace" (23 de julio de 2015): Eliot Ness, ahora policía retirado y dueño de un restaurante, recibe una petición de su antiguo enemigo, Al Capone, para encontrar a su nieta secuestrada.
2. "Shaking the Hive" (8 de marzo de 2016): Eliot Ness, disfrazado con vendas, investiga un misterioso submarino y busca negociar con Ivankov, un despiadado mafioso ruso.
3. "Mourning the Dead" (Cancelado): Episodio dirigido y escrito por los mismos autores, no llegó a publicarse.
4. "Behind the Mask" (Cancelado): Episodio dirigido y escrito por los mismos autores, no llegó a publicarse.
5. "The New Untouchables" (Cancelado): Episodio dirigido y escrito por los mismos autores, no llegó a publicarse.

## Recepción
GameSpot otorgó al primer episodio una puntuación de 7.0 sobre 10, destacando su distintiva estética de cómic y crimen negro a pesar de algunos defectos. ComboCaster lo calificó con 8.3 sobre 10, elogiando la historia y el ritmo. The Sixth Axis le dio un 7 sobre 10, señalando que el episodio introductorio incluye demasiados personajes y eventos en poco tiempo, lo que dificulta asimilar todo adecuadamente.
Otros medios destacaron el enfoque cinematográfico y el apartado audiovisual, señalando limitaciones en la jugabilidad, como mecánicas detectivescas poco desafiantes o una estructura cerrada. También se cuestionó la profundidad del sistema de decisiones, aunque se valoró la ambición del estudio español A Crowd of Monsters al desarrollar este título.